# Dylan Thomas
Dylan Marlais Thomas (27. října 1914 – 9. listopadu 1953) byl britský básník a spisovatel velšského původu, píšící anglicky.

## Život
Narodil se ve waleském pobřežním městě Swansea, v domě čp. 5 na Cwmdonkin Drive, v rodině učitele Davida Thomase a Florence Hannah Thomasové.
Po školní docházce se v roce 1930 stal reportérem místního listu. Poesii se věnoval již od dětství a v roce 1934 publikoval sbírku básní 18 Poems.
Ačkoliv byl často řazen mezi britské surrealisty, spíše vytvořil vlastní vysoce poetický básnický styl, založený na bohaté obrazivosti a využití tradic velšských národních bardů, ačkoliv jeho tvorba využívala i postupů modernismu.
Thomas byl známý i svou expresívní recitací, kterou předjímal moderní postupy recitace poezie, takže kromě tradičních sbírek básní se zachovaly i nahrávky jeho vlastního přednesu básní.
V roce 1946, kdy vyšla sbírka básní Deaths and Entrances překročil Dylan význam pouze pro oblast Velké Británie, kde již od roku 1934 zaujímal jedno z nejdůležitějších míst mezi básníky, a stal se celosvětově významným anglickojazyčným básníkem. Podnikl až do své smrti několik turné do USA, kde recitoval svou poesii. Na jednom z nich v roce 1953 zemřel.

## Osobní a rodinný život
Dylan Thomas se v roce 1937 oženil s tanečnicí irského původu Caitlin McNamarovou, a měl s ní několik dětí - syny Llewelyna (1939) a Colum Garana (1949) a dceru Aeronwy (1943).
Život rodiny nebyl příliš šťastný kvůli hádkám a sporům mezi manželi, jakožto i kvůli Dylanovu notorickému alkoholismu.

## Odrazy v kultuře
Velšský hudebník John Cale během své kariéry zhudebnil několik jeho básní; čtyři z nich vydal na svém albu Words for the Dying z roku 1989. Jde o básně „There Was a Saviour“, „On a Wedding Anniversary“, „Lie Still, Sleep Becalmed“ a „Do Not Go Gentle Into That Good Night“. Thomasovým dílem je rovněž inspirována jeho píseň „Child's Christmas in Wales“ vydaná na albu Paris 1919 z roku 1973. V roce 1999 při koncertě v Edinburghu představil tři další zhudebněné básně Dylana Thomase: „If I Were Tickled by the Rub of Love“, „In My Craft or Sullen Art“ a „Lament“. Další ze zhudebněných básní („A Refusal to Mourn the Death, by Fire, of a Child in London“) představil při svém vystoupení v prosinci 2014 v belgické obci Mesen. Roku 2016 zhudebnil při svém cardiffském koncertu báseň „And death shall have no dominion“.

## Dílo

### Básnické sbírky
- 18 Poems (1934)
- 25 Poems (1936)
- Deaths and Entrances (1946)

### Drama
- Under Milk Wood (1953, Pod mléčným lesem), původně rozhlasová hra

### Próza
- Portrait of an Artist as Young Dog (1940, Portrét umělce jako štěněte), sbírka povídek.
- A Child's Christmas in Wales (1952, Vánoce jednoho kluka z Walesu).

## Česká vydání
- Zvláště když říjnový vítr, SNKLHU, Praha 1958, vybrala a přeložila Jiřina Hauková
- Portrét umělce jako štěněte, SNKLU, Praha 1961, přeložil Petr Pujman, verše přeložila Jiřina Hauková, znovu Hynek, Praha 2000
- Kapradinový vrch, Mladá fronta, Praha 1965, vybrala a přeložila Jiřina Hauková
- Svlékání tmy, Československý spisovatel, Praha 1965, vybral a přeložil Pavel Šrut
- Pod mléčným lesem, Dilia, Praha 1992, přeložil Antonín Přidal
- Vánoce jednoho kluka z Walesu Albatros, Praha 2013, přeložil Petr Eliáš
- Příhody při shazování kůží, Rubato, Praha 2018, přeložil Martin Pokorný